# The Concert for Bangladesh
The Concert For Bangladesh  var to koncerter, som blev arrangeret af George Harrison og afholdt samme dag den 1. august 1971 i Madison Square Garden i New York for tilsammen 40.000 tilhørere. Koncerten blev senere udgivet på et livealbum med titlen The Concert For Bangladesh.

## Baggrund
Under Østpakistans bestræbelser på at opnå uafhængighed fra Pakistan og at danne en ny uafhængig stat under navnet Bangladesh udbrød Den pakistanske borgerkrig mellem Vest- og Østpakistan. Krigen medførte meget betydelige civile tab i Østpakistan, ligesom krigen drev millioner på flugt. Problemerne blev forstærket af kraftig nedbør og oversvømmelser, og situationen i landet udviklede sig til en humanitær katastrofe.
Den bengalske musiker Ravi Shankar drøftede med vennen George Harrison, hvad der kunne gøres, og Harrison reagerede spontant på opfordringen og skrev sangen "Bangladesh", der blev udgivet som singleplade, ligesom han fik Apple Records til at udgive Ravi Shankars "Joi Bangla".
Harrison tog også initiativ til at arrangere en støttekoncert i Madison Square Garden og kontaktede en række musikere, som han opfordrede til at optræde ved koncerten. 
John Lennon var den første, der blev spurgt. Lennon erklærede sig villig til at stille op, selvom Harrison forlangte, at Yoko Ono ikke optrådte ved koncerten. Lennon meldte dog fra to dage før koncerten. Paul McCartney afslog på grund af de pågående retslige tvister efter opløsningen af The Beatles, men Ringo Starr var villig til at stille op. Yderligere en række kendte musikere stillede op. 
Interessen for koncerten var enorm, og billetterne blev revet væk på få timer. Koncerten blev også indspillet og udgivet på film.

## Koncertprogrammet
George Harrison fungerede som vært ved koncerten og bandt de forskellige optrædener sammen og spillede med på de fleste numre. Mange af indslagene var kendte Beatles-numre. Ravi Shankars gruppe indledte koncerten med et 17 minutters indslag. Eric Clapton havde sin første optræden i mere end et halvt år. På det tidspunkt var Clapton fortsat afhængig af heroin, og for Harrison og producenten var det lige til det sidste uklart, om Clapton kunne spille. Clapton måtte indtage metadon, før han gik på, men brød alligevel sammen på scenen, og måtte få lægehjælp, før han kunne fuldføre koncerten.
Herefter fulgte Billy Preston, Leon Russell, Klaus Voormann og Badfinger (sammen med Jim Horn, Carl Radle, Jesse Ed Davis, Don Preston og et sammensat kor).
Bob Dylan gav sin første sceneoptræden siden Isle of Wight-festivalen i august 1969. Dylan deltog ikke i prøverne og stillede først op ved lydprøven. Harrison vidste ikke, om Dylan ville medvirke, før han pludselig stod på scenen. Bortset fra et par ubetydelige optrædener gav Bob Dylan ikke koncert igen før i 1974.
Ingen af musikerne tog honorar for deres optræden. Selve koncerten indbragte 250.000$, og plade og film indbragte yderligere til den humanitære hjælp til Bangladesh, der blev kanaliseret gennem UNICEF. Udover pengebidraget medvirkede koncerten til, at historien om den humanitære katastrofe i Bangladesh blev bragt i medierne.
Bangladeshkoncerten har dannet mønster for alle senere velgørenhedskoncerter inden for rocken, såsom Live Aid, Band Aid og Live 8.

## Albummet
Koncerten blev indspillet og udgivet som trippel-album (senere genudgivet som dobbelt-CD) på Apple Records, produceret af George Harrison og Phil Spector. Pladen er den første officielle udgivelse, hvor Bob Dylan medvirker live. 
Albummet blev tildelt en Grammy for Årets Album i 1973.

### Liste over sange
Er andet ikke angivet, er tekst og musik af George Harrison.
1. George Harrison/Ravi Shankar Introduction – 5:19
2. "Bangla Dhun" (Ravi Shankar) – 16:40
3. "Wah-Wah" – 3:30
4. "My Sweet Lord" – 4:36
5. "Awaiting On You All" – 3:00
6. "That's The Way God Planned It" (Billy Preston) – 4:20
7. "It Don't Come Easy" (Ringo Starr) – 3:01
8. "Beware Of Darkness" – 3:36
9. "Band Introduction" – 2:39
10. "While My Guitar Gently Weeps" – 4:53
11. Medley: «Jumpin' Jack Flash»/«Youngblood» (Mick Jagger/Keith Richards)/(Jerry Leiber/Mike Stoller/Doc Pomus) – 9:27
12. "Here Comes The Sun" – 2:59
13. "A Hard Rain's A-Gonna Fall" (Bob Dylan) – 5:44
14. "It Takes A Lot To Laugh, It Takes A Train To Cry" (Bob Dylan) – 3:07
15. "Blowin' in the Wind" (Bob Dylan) – 4:07
16. "Mr. Tambourine Man" (Bob Dylan) – 4:45
17. "Just Like A Woman" (Bob Dylan) – 4:49
18. "Something" – 3:42
19. "Bangladesh" – 4:55
20. "Love Minus Zero/No Limit" (Bob Dylan) – 4:19

## Eksterne links
- Officielt website for koncerten Arkiveret 3. november 2011 hos  Wayback Machine
- The Concert for Bangladesh på Internet Movie Database (engelsk)